# A Day Without Rain
A Day Without Rain – album Enyi wydany w 2000 roku. Z płyty pochodzi przebój „Only Time”.

## Lista utworów
| Nr  | Tytuł utworu          | Długość |
| --- | --------------------- | ------- |
| 1.  | „A Day Without Rain”  | 2:38    |
| 2.  | „Wild Child”          | 3:47    |
| 3.  | „Only Time”           | 3:38    |
| 4.  | „Tempus Vernum”       | 2:24    |
| 5.  | „Deora Ar Mo Chroí”   | 2:48    |
| 6.  | „Flora’s Secret”      | 4:07    |
| 7.  | „Fallen Embers”       | 2:31    |
| 8.  | „Silver Inches”       | 1:37    |
| 9.  | „Pilgrim”             | 3:12    |
| 10. | „One By One”          | 3:56    |
| 11. | „The First of Autumn” | 3:10    |
| 12. | „Lazy Days”           | 3:42    |
|     |                       | 37:30   |

## Certyfikaty i sprzedaż
| Kraj                         | Certyfikat         | Sprzedaż   |
| ---------------------------- | ------------------ | ---------- |
| Argentyna (CAPIF)            | złota płyta        | 30 000+    |
| Australia (ARIA)             | 3× platynowa płyta | 210 000+   |
| Austria (IFPI Austria)       | platynowa płyta    | 50 000+    |
| Belgia (BEA)                 | 2× platynowa płyta | 100 000+   |
| Brazylia (Pro-Música Brasil) | złota płyta        | 100 000+   |
| Dania (IFPI Danmark)         | platynowa płyta    | 50 000+    |
| Francja (SNEP)               | złota płyta        | 100 000+   |
| Hiszpania (Promusicae)       | 2× platynowa płyta | 200 000+   |
| Holandia (NVPI)              | 3× platynowa płyta | 240 000+   |
| Kanada (MC)                  | 8× platynowa płyta | 800 000+   |
| Meksyk (AMPROFON)            | złota płyta        | 75 000+    |
| Niemcy (BVMI)                | platynowa płyta    | 500 000+   |
| Nowa Zelandia (RMNZ)         | platynowa płyta    | 15 000+    |
| Polska (ZPAV)                | złota płyta        | 50 000+    |
| Stany Zjednoczone (RIAA)     | 7× platynowa płyta | 7 000 000+ |
| Szwajcaria (IFPI Schweiz)    | 2× platynowa płyta | 100 000+   |
| Szwecja (GLF)                | platynowa płyta    | 80 000+    |
| Wielka Brytania (BPI)        | 2× platynowa płyta | 600 000+   |